# Douglasita
La douglasita és un mineral de la classe dels halurs. Rep el seu nom de Douglashall, a Alemanya, la seva localitat tipus.

## Característiques
La douglasita és un halur de fórmula química K₂[Fe2+Cl₄(OH₂)₂]. Cristal·litza en el sistema monoclínic.
Segons la classificació de Nickel-Strunz, la douglasita pertany a «03.CJ - Halurs complexos, amb MX₆ complexes; M = Fe, Mn, Cu» juntament amb els següents minerals: clormanganokalita, rinneïta, eritrosiderita, kremersita, mitscherlichita, redikortsevita, zirklerita.

## Formació i jaciments
Va ser descoberta en el segle xix a Douglashall, al dipòsit de potassi de Stassfurt, a l'estat de Saxònia-Anhalt, Alemanya. També ha estat descrita al dipòsit daurat de Fort Norman, als Territoris del Nord-oest, al Canadà; així com a Kłodawa, a Wielkopolskie (Polònia). Són els tres únics indrets on ha estat trobada aquesta espècie mineral.